# ななみ
ななみ（1993年8月13日 - ）は、日本の女性シンガーソングライター。大分県大分市出身。

## 来歴
2013年にMusic Revolutionにてグランプリを受賞する。その後大分でライブ活動などを続けていたが、2014年10月8日に1stシングルとなる「愛が叫んでる」でメジャーデビューを果たした
。
2015年2月には 2nd Single「I’ll wake up」、5月には1st Full ALBUM「ななみ」をリリース。さらに全国で73回のストリートライブを実施するツアー「～73 Street Mission 2015～」を成功させる。
また、同年9月には、透明なキューブ型のアクリスケースの中に入って弾き語りを行い、通行人がワイヤレスヘッドフォンを通してその歌声を聴くという趣旨の“SILENT STREET LIVE” 「この歌は、街を黙らせる」を実施。画期的なストリートライブを行い話題に。
同年11月、ミニアルバム「Lovin' you あなたと繋がる6つの方法」リリースと精力的に活動。
2016年3月には2nd mini ALBUM「桜」、をリリース。その翌月からは3ヶ月連続で、ななみ主催による対バン形式のライブ「ALIVE 2016」を渋谷duo MUSIC EXCHANGEで開催。同イベントには戸渡陽太やいであやか、カヨコ、あいみょんなどの人気アーティストが多数出演。主催ライブ後の7月には 2nd Full ALBUM「Light in the darkness」 リリース。
2017年には、SawanoHiroyuki［nZk］の 2nd ALBUM「2V-ALK」に収録されている機動戦士ガンダムUC RE:0096 のエンディングテーマ「Next 2 U」をnaNami名義にて歌唱。
2018年4月に初めて事務所を離れ、8月に自身の手で3rd mini ALBUM「Temptation」を配信リリース。
2019年からは新事務所に所属。4月からは公式Instagramを開設。8月には配信にて4th mini album「MR.」をリリース。EDMトラックにアコースティックギター、独特のリズムワークに乗る歌声でこれまでにない新たな世界観を展開。
2020年は3月28日には、配信では初となるシングル『Say My Love/Paper Love』をリリース。また、コロナ禍の状況が悪化する中で、より心をそばに届けたいとの思いから8月には公式ファンサイト『Stay Close』(現在の公式HP)を設立。さらには9月には初となる完全配信でのアコースティックライブ『Stay Close』を開催。
2021年にはSawanoHiroyuki [nZk]のNEW ALBUM『ⅳ』 収録の『N0VA』にnaNami名義にてボーカル、そして作詞としても参加。また、11月には、世代を問わず語り継がれるバラードソングをオーケストラと共に送るコンサート「LIVE Ballade Orchestra」の大分公演にゲストボーカルとして出演。壮大なオーケストラをバックに『Say My Love』を披露。また2年ぶりとなる地元大分での弾き語りLIVEも実施。
2022年からは再びフリーとなり、8月にはコロナ拡大前からおよそ3年ぶりに開催となるワンマンライヴ『ななみ Birthday LIVE 2022 -Special Acoustic Night-』を実施。そして12月には、2年9か月ぶりとなる新曲、配信シングル『全部あげる』をリリース。
2023年は新たなる声を届けるワンマンライブをテーマに『LIVE 2023 ‐The Voice of Spring-』シリーズ公演を実施。5月に京都初演、7月に大分SECOND公演、7月末には東京でSpin-offフリーライヴを実施。
8月にはFILM_SONG.プロジェクトとのコラボシングル『見知らぬ星』をリリース。さらに、9月にはインディーズから10周年、メジャーデビューからから10年目となる記念シングル『voice』をリリース。リリース後、デビュー記念日となる10月7日には、久々のフルバンドとなるワンマンライブ『10th Anniversary LIVE Vol.1』を開催。また、同年12月には『B All Light Vol.03 -X'mas アニソン祭り-』に出演。
2024年6月、NEW SINGLE『1 LOVE』リリース。同曲をテーマにした『1♡LOVE』東名阪ツアーを開催中。
“キーワードは「愛」、多くの人々に寄り添う「愛」を今日も届け続ける”をテーマに現在も活動中。
2025年3月、活動休止

## 人物・音楽性
・ななみが歌手を目指すようになったのは14歳の頃、自身が不登校だった時に聞いていた音楽に希望を感じたからという。聞いていた音楽のジャンルは様々で、敬愛するアーティストとしてレオナ・ルイス、アリシア・キーズを挙げている。本人の談によると、音楽に興味があった頃に家にあったクラシックギターを弾いていたが、ギター自体は苦手であるとのこと。
・ライヴは弾き語りが中心だが、音源については多様なジャンルの楽曲を展開している。初期のころは、ギターによる弾き語りやFolk/Rock/POPS寄りのナンバーも多かったが、中期から近年は打ち込みによる楽曲やシンプルなアコースティックでのバラード、R&B/soul寄りのナンバーなど、イメージが大きく変わるような多彩な楽曲が特徴。
・上記、楽曲ジャンルの多様とあいまって、ライヴ披露の際は楽器編成により、アレンジや雰囲気がその時により異なるため、音源との印象が変わることが多いのも特徴。
・近年はななみ本人のみのギター弾き語り、ななみギター＋キーボード（＋たまにパーカッション）のアコースティック編成でのステージが中心である。

## ディスコグラフィ
＊はヤマハミュージックパブリッシングからリリースのインディーズ盤。
■は配信リリースのみのシングル。

### シングル
|     | 発売日        | タイトル                 | 規格 | 規格品番             | 最高順位 |
| --- | ------------- | ------------------------ | ---- | -------------------- | -------- |
| ＊  | 2013年7月24日 | 愛が叫んでる / 桜        | CD   | YMPCD-09（生産終了） |          |
| 1st | 2014年10月8日 | 愛が叫んでる             | CD   | CRCP-10327           | 78位     |
| 2nd | 2015年2月4日  | I'll wake up             | CD   | CRCP-10340           | 155位    |
| ■   | 2020年3月28日 | Say My Love / Paper Love | 配信 | ー                   | ー       |
| ■   | 2022年12月7日 | 全部あげる               | 配信 | ー                   | ー       |
| ■   | 2023年8月9日  | 見知らぬ星(FILM_SONG.)   | 配信 | ー                   | ー       |
| ■   | 2023年9月13日 | voice                    | 配信 | ー                   | ー       |
| ■   | 2024年6月19日 | 1 LOVE                   | 配信 | ー                   | ー       |

### アルバム

#### フルアルバム
|     | 発売日        | タイトル              | 規格 | 規格品番                                          | 最高順位 |
| --- | ------------- | --------------------- | ---- | ------------------------------------------------- | -------- |
| 1st | 2015年5月13日 | ななみ                | CD   | CRCP-40407                                        | 116位    |
| 2nd | 2016年7月3日  | Light in the Darkness | CD   | CRCP-40466【初回生産限定盤】 CRCP-40467【通常盤】 | ー       |

#### ミニアルバム
|     | 発売日         | タイトル                           | 規格      | 規格品番   | 最高順位 |
| --- | -------------- | ---------------------------------- | --------- | ---------- | -------- |
| 1st | 2015年11月11日 | Lovin' you あなたと繋がる6つの方法 | CD        | CRCP-40436 | 183位    |
| 2nd | 2016年3月2日   | 桜                                 | CD        | CRCP-40450 | 143位    |
| 3rd | 2018年8月10日  | Temptation                         | 配信      | ー         | ー       |
| 4th | 2019年8月12日  | MR.                                | CD / 配信 | NANA-0001  | ー       |

### その他 参加作品
- 2017年　SawanoHiroyuki[nZk] 2nd ALBUM『2V-ALK』／ 13. Next 2 U -eUC- (naNamiとしてVocal参加)
- 2021年　SawanoHiroyuki[nZk] 4th ALBUM『ⅳ』／ 6.N0VA (naNamiとしてVocal参加)
- 2022年　山佐ネクスト パチスロ『スーパーリオエース』／ Labyrinth (Vocal参加)

## メディア出演

### ラジオ番組
- ななみ 7:30Time（エフエム大分） - 毎週土曜のレギュラー放送[19]。

### ポッドキャスト
- 裏ななみたいむ -AuDee他、土曜夜に不定期で更新。

## 受賞歴
- The 6th Music Revolution グランプリ

## 公式サイト
- ななみ 公式ファンサイト『Stay Close』(現在の公式HP)
- ななみ Official Website http://nanamusic.net/ (旧公式HP・閉鎖)